# 球花溲疏
球花溲疏（学名：Deutzia glomeruliflora）为虎耳草科溲疏属下的一个种。

## 扩展阅读
- 維基物種上的相關：球花溲疏